# Дэвид, Джонатан (футболист)
Джонатан Кристиан Дэвид (англ. Jonathan Christian David; род. 14 января 2000, Бруклин, Нью-Йорк, Нью-Йорк, США) — канадский футболист, нападающий клуба «Ювентус» и сборной Канады. Участник чемпионата мира 2022 года. Лучший бомбардир в истории сборной Канады.

## Клубная карьера

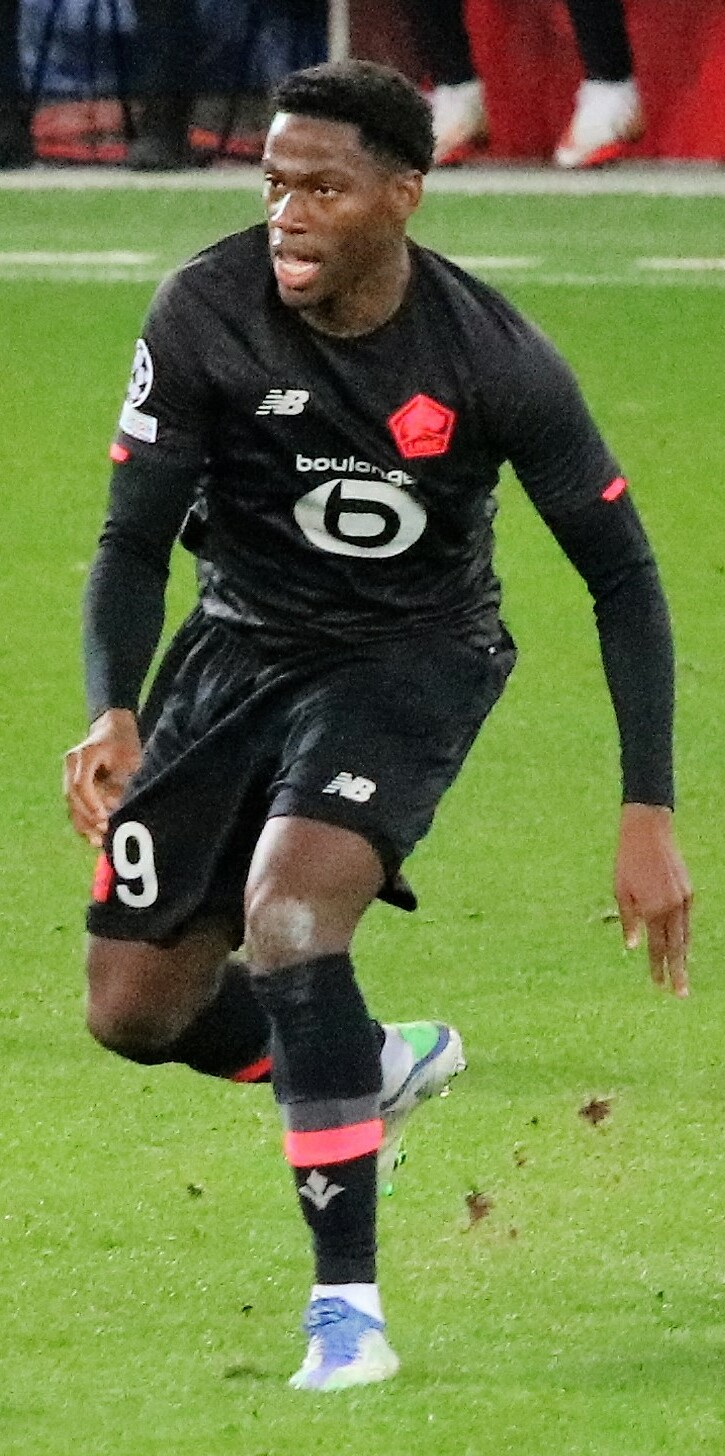
Дэвид в составе «Лилля»

Дэвид — воспитанник футбольного центра «Оттава Интернэшнлс». В начале 2018 года Джонатан подписал контракт с бельгийским «Гентом» и начал выступать за молодёжную команду. 4 августа в матче против «Зюлте-Варегем» он дебютировал в Жюпилер-лиге, заменив во втором тайме Романа Яремчука. В этом же поединке Дэвид забил свой первый гол за «Гент». После того, как он в пяти первых играх забил 5 голов, контракт с ним был продлён до 2022 года. В 2020 году вместе с Дьёмерси Мбокани он стал лучшим бомбардиром чемпионата, забив 18 голов.
Летом 2020 года Давид перешёл во французский «Лилль», подписав контракт на 5 лет. Сумма трансфера составила 30 млн. евро. 22 августа в матче против «Ренна» он дебютировал в Лиге 1. 22 ноября в поединке против «Лорьяна» Дэвид забил свой первый гол за «Лилль». По итогам сезона Давид помог клубу выиграть чемпионат. В 2021 году в матчах Лиги чемпионов против испанской «Севильи», австрийского «Ред Булл Зальцбурга» и немецкого «Вольфсбурга» он забил три гола.
В розыгрыше Лиги конференций 2023/2024 Дэвид забил 3 гола в матчах против словенской «Олимпии» и австрийского «Штурма». По итогам сезона игрок забил 19 голов и стал одним из лучших бомбардиров чемпионата Франции. В розыгрыше Лиги чемпионов 2024/2025 Джонатан забил 7 голов в матчах против мадридского «Реала», «Атлетико Мадрид», итальянского «Ювентуса», английского «Ливерпуля», нидерландского «Фейеноорда» и дортмундской «Боруссии». 14 мая 2025 года Дэвид объявил о том, что покидает команду. Он стал третьим бомбардиром за всю историю «Лилля». 
4 июля 2025 года Дэвид подписал контракт на 5 лет с туринским «Ювентусом». 

## Международная карьера

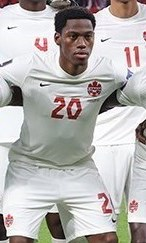
Дэвид в составе сборной Канады

В 2017 году в составе юношеской сборной Канады Дэвид участвовал в юношеском чемпионате КОНКАКАФ в Панаме. На турнире он сыграл в матчах против команд Коста-Рики, Кубы и Суринама. В поединке против суринамцев Джонатан сделал «дубль».
9 сентября 2018 года в отборочном матче Лиги наций КОНКАКАФ против сборной Американских Виргинских островов Дэвид дебютировал за сборную Канады. В поединке он сделал «дубль», став самым молодым дебютантом, забившим гол, в истории канадской сборной.
В 2019 году Дэвид был включён в состав национальной сборной на Золотой кубок КОНКАКАФ 2019. На турнире он сыграл в матчах против команд Мартиники, Мексики, Кубы и Гаити. В поединках соревнования Джонатан забил шесть мячей. Он стал лучшим бомбардиром турнира.
В 2022 году Дэвид принял участие в чемпионате мира в Катаре. На турнире он сыграл в матчах против команд Бельгии, Хорватии и Марокко.
В 2024 году Дэвид принял участие в Кубке Америки в США. На турнире он сыграл в матчах против сборных Перу, Чили, Венесуэлы, Уругвая и дважды Аргентины. В поединках против перуанцев и уругвайцев Джонатан забил по голу.
В 2025 году Дэвид во второй раз принял участие в Золотом кубке КОНКАКАФ. На турнире он сыграл в матчах против сборных Гондураса, Кюрасао, Сальвадора и Гватемалы. В поединках против сальвадорцев и гватемальцев Джонатан забил по голу.

### Голы за сборную Канады
| #  | Дата            | Место                                 | Противник                       | Счёт | Результат | Соревнование                        |
| -- | --------------- | ------------------------------------- | ------------------------------- | ---- | --------- | ----------------------------------- |
| 1  | 9 сентября 2018 | Ай-эм-джи Академи, Брейдентон, США    | Американские Виргинские острова | 3:0  | 8:0       | Лига наций КОНКАКАФ 2019/20 (отбор) |
| 2  | 9 сентября 2018 | Ай-эм-джи Академи, Брейдентон, США    | Американские Виргинские острова | 4:0  | 8:0       | Лига наций КОНКАКАФ 2019/20 (отбор) |
| 3  | 16 октября 2018 | Бимо Филд, Торонто, Канада            | Доминика                        | 1:0  | 5:0       | Лига наций КОНКАКАФ 2019/20 (отбор) |
| 4  | 24 марта 2019   | Би-Си Плэйс, Ванкувер, Канада         | Французская Гвиана              | 3:1  | 4:1       | Лига наций КОНКАКАФ 2019/20 (отбор) |
| 5  | 15 июня 2019    | Роуз Боул, Пасадина, США              | Мартиника                       | 1:0  | 4:0       | Золотой кубок КОНКАКАФ 2019         |
| 6  | 15 июня 2019    | Роуз Боул, Пасадина, США              | Мартиника                       | 2:0  | 4:0       | Золотой кубок КОНКАКАФ 2019         |
| 7  | 23 июня 2019    | Банк оф Америка Стэдиум, Шарлотт, США | Куба                            | 1:0  | 7:0       | Золотой кубок КОНКАКАФ 2019         |
| 8  | 23 июня 2019    | Банк оф Америка Стэдиум, Шарлотт, США | Куба                            | 6:0  | 7:0       | Золотой кубок КОНКАКАФ 2019         |
| 9  | 23 июня 2019    | Банк оф Америка Стэдиум, Шарлотт, США | Куба                            | 7:0  | 7:0       | Золотой кубок КОНКАКАФ 2019         |
| 10 | 30 июня 2019    | NRG-стэдиум, Хьюстон, США             | Республика Гаити                | 1:0  | 2:3       | Золотой кубок КОНКАКАФ 2019         |
| 11 | 7 сентября 2019 | Бимо Филд, Торонто, Канада            | Куба                            | 2:0  | 6:0       | Лига наций КОНКАКАФ 2019/20         |

## Статистика
| Выступление      | Выступление      | Выступление      | Чемпионат | Чемпионат | Кубки | Кубки | Еврокубки | Еврокубки | Прочие | Прочие | Итого | Итого |
| Клуб             | Лига             | Сезон            | Игры      | Голы      | Игры  | Голы  | Игры      | Голы      | Игры   | Голы   | Игры  | Голы  |
| ---------------- | ---------------- | ---------------- | --------- | --------- | ----- | ----- | --------- | --------- | ------ | ------ | ----- | ----- |
| Гент             | Про-лига         | 2018/19          | 33        | 12        | 6     | 0     | 4         | 2         | 0      | 0      | 43    | 14    |
| Гент             | Про-лига         | 2019/20          | 27        | 18        | 0     | 0     | 13        | 5         | 0      | 0      | 40    | 23    |
| Гент             | Итого            | Итого            | 60        | 30        | 6     | 0     | 17        | 7         | 0      | 0      | 83    | 37    |
| Лилль            | Лига 1           | 2020/21          | 37        | 13        | 3     | 0     | 8         | 0         | 0      | 0      | 48    | 13    |
| Лилль            | Лига 1           | 2021/22          | 38        | 15        | 2     | 1     | 8         | 3         | 0      | 0      | 48    | 19    |
| Лилль            | Лига 1           | 2022/23          | 37        | 24        | 3     | 2     | 0         | 0         | 0      | 0      | 40    | 26    |
| Лилль            | Лига 1           | 2023/24          | 34        | 19        | 3     | 3     | 10        | 4         | 0      | 0      | 47    | 26    |
| Лилль            | Лига 1           | 2024/25          | 32        | 16        | 3     | 0     | 14        | 9         | 0      | 0      | 49    | 25    |
| Лилль            | Итого            | Итого            | 178       | 87        | 14    | 6     | 40        | 16        | 0      | 0      | 232   | 109   |
| Всего за карьеру | Всего за карьеру | Всего за карьеру | 238       | 117       | 20    | 6     | 57        | 23        | 0      | 0      | 315   | 146   |

## Достижения

### Командные
«Лилль»
- Чемпион Франции: 2020/21
- Обладатель Суперкубка Франции: 2021

### Личные
- Футболист года в Канаде: 2019
- Лучший бомбардир Золотого кубка КОНКАКАФ: 2019
- Лучший бомбардир Жюпиле лиги: 2019/20 (18 голов)